# Шатожирон (кантон)
Шатожирон (фр. Châteaugiron) — кантон во Франции, находится в регионе Бретань, департамент Иль и Вилен. Расположен на территории двух округов: пять коммун входят в состав округа Ренн, шесть коммун — в состав округа Фужер-Витре.

## История
До 2015 года в состав кантона входили коммуны Бресе, Домлу, Нуаяль-сюр-Вилен, Нувуату, Сент-Армель, Сент-Обин-дю-Павай, Сервон-сюр-Вилен, Шансе и Шатожирон.
В результате реформы 2015 года состав кантона был изменен. В него вошли коммуны упраздненного кантона Шатобур.
С 1 января 2017 года состав кантона изменился. Коммуны Осе и Сент-Обин-дю-Павай вошли в состав коммуны Шатожирон.
1 января 2019 года коммуны Пире-сюр-Сеш и Шансе объединились в новую коммуну Пире-Шансе.

## Состав кантона с 1 января 2019 года
В состав кантона входят коммуны (население по данным Национального института статистики за 2019 г.):
- Буаструдан (722 чел.)
- Доманье (2 383 чел.)
- Домлу (3 680 чел.)
- Лувинье-де-Бе (1 912 чел.)
- Нуаяль-сюр-Вилен (6 133 чел.)
- Пире-Шансе (3 031 чел.)
- Сен-Дидье (2 034 чел.)
- Сен-Жан-сюр-Вилен (1 334 чел.)
- Сервон-сюр-Вилен (3 804 чел.)
- Шатобур (7 336 чел.)
- Шатожирон (10 283 чел.)

## Политика
На президентских выборах 2022 г. жители кантона отдали в 1-м туре Эмманюэлю Макрону 38,6 % голосов против 19,7 % у Жана-Люка Меланшона и 16,6 % у Марин Ле Пен; во 2-м туре в кантоне победил Макрон, получивший 72,9 % голосов. (2017 год. 1 тур: Эмманюэль Макрон – 33,4 %, Жан-Люк Меланшон – 19,2 %, Франсуа Фийон – 18,4 %, Марин Ле Пен – 12,5 %; 2 тур: Макрон – 80,5 %. 2012 год. 1 тур: Франсуа Олланд — 29,4 %, Николя Саркози — 27,7 %, Франсуа Байру — 15,0 %, Марин Ле Пен — 10,9 %; 2 тур: Олланд — 52,5 %).
С 2021 года кантон в Совете департамента Иль и Вилен представляют член совета города Нуаяль-сюр-Вилен Стефан Ланфан (Stéphane Lenfant) (Социалистическая партия) и член совета города Шатожирон Ширель Лемон (Schirel Lemonne) (Разные левые).
|                | Кандидаты                  | Партия                   | Первый тур | Первый тур     | Второй тур | Второй тур |
| Кол-во голосов | Кандидаты                  | Партия                   | % голосов  | Кол-во голосов | % голосов  |            |
| -------------- | -------------------------- | ------------------------ | ---------- | -------------- | ---------- | ---------- |
|                | Стефан Ланфан Ширель Лемон | Социалистическая партия  | 3 105      | 30,09          | 5 341      | 52,15      |
|                | Од де Ла Вернь Луи Юбер    | Разные правые            | 3 645      | 35,32          | 4 901      | 47,85      |
|                | Жюльет Лоре Бернар Мартен  | Европа Экология Зелёные  | 2 425      | 23,50          |            |            |
|                | Жюльен Данкуэн Луана Дюкло | Национальное объединение | 1 144      | 11,09          |            |            |

|                | Кандидаты                     | Партия                  | Первый тур | Первый тур     | Второй тур | Второй тур |
| Кол-во голосов | Кандидаты                     | Партия                  | % голосов  | Кол-во голосов | % голосов  |            |
| -------------- | ----------------------------- | ----------------------- | ---------- | -------------- | ---------- | ---------- |
|                | Од де Ла Вернь Луи Юбер       | Разные правые           | 5 824      | 42,98          | 7 294      | 58,01      |
|                | Стефан Ланфан Мари-Ноэль Рено | Левый блок              | 4 024      | 29,70          | 5 280      | 41,99      |
|                | Доминик Гутани Мишель Рюэ     | Национальный фронт      | 2 197      | 16,21          |            |            |
|                | Линда Марк Бенуа Фуше         | Европа Экология Зелёные | 1 505      | 11,11          |            |            |